# Peter Frans De Puysseleyr
Peter Frans De Puysseleyr (Nieuwkerken-Waas, 11 januari 1893 – Wilrijk, 28 december 1961) was een Belgisch altviolist, componist en dirigent.
Hij was zoon van landbouwer Pieter Damien De Puysseleyr en Emma De Loor.

## Biografie
Zijn muziekopleiding startte aan de stedelijke muziekschool van Sint-Niklaas. Tussen 1911 en 1917 kreeg hij les aan het Koninklijk Vlaams Conservatorium van docenten Edward Verheyden, Lodewijk Ontrop en August De Boeck (harmonieleer) en Napoleon Distelmans (altviool). Daarop volgde nog een studie piano bij Emmanuel Durlet en contrapunt van Flor Alpaerts.
Hij werd voor vele jaren piano- en viooldocent aan de Sint-Godelieve Beroepsschool te Antwerpen en het Sint Stanislascollege in Berchem (Antwerpen), respectievelijk tot 1941 en 1946. Deze lessen vulde hij aan met privélessen en was (alt)violist bij een aantal orkesten in en rond Antwerpen, zoals de Antwerpse Filharmonie en het Hippodroomorkest. Hij was ook actief binnen de kamermuziek, van 1955 was hij altist van het Nieuw Vlaamse Kwartet met violisten Ivo Ceulemans, Louis Welffens en cellist Lucien Huibrechts. Als dirigent oogstte hij tijdens de Tweede Wereldoorlog lof met het koor uit de Emiel-Wambachkring en daarna met het door hem opgerichte gemengde koor "Vrede".
Hij was mede-oprichter van NAVEA, de voorloper van SABAM. Voorts zette hij zich in als schrijver voor het blad Muziek-Warande.
Hij schreef van tal van werken binnen verschillende genres, waarbij hij zijn aandacht richtte op vormgeving en muzikale structuur met gebruik van motieven en ritmiek. Hij heeft een uitgebreid oeuvre binnen vocale werken, werken voor koor, concerto’s (altvioolconcert uit 1959, vioolconcert uit 1950), kamermuziek (in allerlei ensemblesamenstellingen (strijkkwartetten en –trio’s al dan niet aangevuld met andere muziekinstrumenten). In 2005 werd geconstateerd dat zijn werken al tijdens zijn leven maar weinig uitvoeringen kregen, de Algemene Muziek Encyclopedie meldt een lange lijst, maar in 2005 zijn daarvan slechts van over
- 1950: De vrouw uit het raam, lyrisch drama voor solisten, koor en piano, tekst van Denijs Peeters
- 1951: In de schaduw van de dood, muziekepos voor solisten, koor en piano, tekst van Herman de Kat